# Gmina Heby
Gmina Heby (szw. Heby kommun) – gmina w Szwecji, w regionie Uppsala, z siedzibą w Heby.
Pod względem zaludnienia Heby jest 161. gminą w Szwecji. Zamieszkuje ją 13 771 osób, z czego 48,95% to kobiety (6741) i 51,05% to mężczyźni (7030). W gminie zameldowanych jest 399 cudzoziemców. Na każdy kilometr kwadratowy przypada 11,75 mieszkańca. Pod względem wielkości gmina zajmuje 85. miejsce.